# 王松鹤
王松鹤（1952年5月—），福建闽侯人，汉族，中华人民共和国政治人物、第十二届全国人民代表大会吉林地区代表。
毕业于东北师范大学中文系专业，加入中国共产党，曾任共青团中央组织部干部二处处长，1988年任共青团中央组织部副部长，1993年任共青团中央组织部部长（共青团十三届三中全会增补为团中央常委），1998年任中央金融工委统战群工部部长，2000年任中央金融工委统战群工部部长、组织部副部长，2002年任中央金融工委组织部部长，2003年任中国银行业监督管理委员会纪委书记、党委委员（副部长级），2004年任吉林省委常委、组织部部长，2008年任海关总署副署长、政治部主任、党组成员。2013年，被选为全国人大代表。